# Sebbi dell'Essex
Sebbi (Sæbbi) (626 circa – 695 circa) è stato un sovrano anglosassone.
Sæbbi (noto anche come San Sebbi o Sebba; prima del 626 – 695) era figlio di Sexred e fu re congiunto dell'Essex dal 664 al 683 circa insieme a suo fratello, Sighere. Dopo la morte di Sighere, Sæbbi divenne l'unico sovrano dell'Essex fino al 694.

## Biografia
Sighere e Sæbbi erano cugini del loro predecessore, Swithelm. Nel 665 Sighere si apostata e ricadde nel paganesimo, mentre Sebbi rimase fedele cristiano. Presto svilupparono una rivalità. Sighere trovò un alleato nel Wessex e Sæbbi in Mercia. Come risultato della loro rivalità, il re Wulfhere di Mercia si affermò come signore dell'Essex nel 665. Inviò Jaruman, il vescovo di Mercia, incaricato di riconvertire il popolo dell'Essex al cristianesimo.
Nel 686, Cædwalla, un signore del Wessex, si affermò come signore dell'Essex. Lui e Sæbbi invasero il Kent, espellendo il re Eadric, e Sæbbi governò sul Kent occidentale. Presumibilmente fu all'epoca che Sæbbi fondò l'originale abbazia a Westminster.
Si ritiene che Sæbbi abbia abdicato nel 694 per entrare in un monastero, e gli succedettero i suoi figli, Sigeheard e Swaefred, che governarono insieme sull'Essex. Un altro figlio, Swæfheard, avrebbe governato il Regno del Kent. Sæbbi morì nel 695 e fu sepolto nella Antica cattedrale di San Paolo  nella City di Londra, dove era venerato come santo. Viene commemorato dalla Chiesa ortodossa il 29 agosto e nello stesso giorno anche nel Martirologio Romano. Beda racconta così la sepoltura (4.11):
Quando il suddetto umore aumentò su di lui, e vide avvicinarsi il giorno della sua morte, essendo un uomo di indole regale, cominciò a temere che, quando era sotto dolore, e all'approssimarsi della morte, potesse essere colpevole di qualsiasi cosa indegna della sua persona, sia nelle parole, sia in qualsiasi movimento delle sue membra. Perciò, chiamato a sé il predetto Vescovo di Londra, in quale città si trovava allora, lo pregò che nessuno potesse essere presente alla sua morte, oltre al Vescovo stesso, e due de' suoi servitori. Avendo promesso il Vescovo che lo stesso avrebbe volentieri fatto, non molto tempo dopo che l'uomo di Dio si fu ricomposto per dormire, e ebbe una visione confortante, che gli tolse ogni ansia per il suddetto disagio; e, inoltre, gli mostrò in quale giorno doveva lasciare questa vita. Poiché, come raccontò in seguito, vide accostarsi a lui tre uomini in vesti sgargianti; uno dei quali si sedette davanti al suo letto, mentre i suoi compagni stavano in piedi e si informavano sullo stato del malato che vennero a vedere: colui che stava seduto davanti al letto disse che la sua anima si allontanasse dal corpo senza alcun dolore, e con un grande splendore di luce; e dichiarò che sarebbe dovuto morire il terzo giorno dopo; entrambi i dettagli erano accaduti, come era stato informato dalla visione; poiché il terzo giorno dopo, improvvisamente cadde, per così dire, in un sonno, ed espirò la sua anima senza alcun senso né dolore.
Essendo stata fornita una bara di pietra per seppellire il suo corpo, quando vennero a deporla nella stessa, trovarono il suo corpo una spanna più lungo della bara. Allora tagliarono via la pietra e allungarono la bara di circa due dita; ma non conterrebbe nemmeno il corpo. Sotto questa difficoltà di seppellirlo, pensavano o di prendere un'altra bara, oppure di accorciare il corpo, piegandolo alle ginocchia, se potevano. Ma un evento meraviglioso, causato dalla Provvidenza, impedì l'esecuzione di uno di quei disegni per un improvviso, alla presenza del vescovo, e Sighard, il figlio del re che era diventato monaco, e che regnò dopo di lui insieme alla sua fratello Suefred, e di un numero considerevole di uomini, quella stessa bara fu trovata per rispondere alla lunghezza del corpo, tanto che si poteva anche mettere un cuscino in testa; e ai piedi la bara era quattro dita più lunga del corpo. Fu sepolto nella chiesa del beato Apostolo delle genti, dalle cui istruzioni aveva imparato a sperare nelle cose celesti.»
La tomba di Sæbbi sopravvisse all'incendio del 1087 della Cattedrale di San Paolo e le sue spoglie furono trasferite in un sarcofago di marmo nero a metà del XII secolo. Questo sarcofago è stato registrato in una serie di disegni di Wenceslaus Hollar, pubblicati nella Storia di San Paolo di Dugdale. La tomba fu distrutta dal Grande incendio di Londra. Una targa a Sæbbi fu eretta nella cattedrale di Wren.